# Жоржиньйо (футболіст, 1995)
Жорже Фернанду Барбоза Інтіма (порт. Jorge Fernando Barbosa Intima), більш відомий як просто Жоржиньйо (порт. Jorginho, нар. 21 вересня 1995, Бісау) — футболіст Гвінеї-Бісау та Португалії, нападник єгипетського клубу «Ваді Дегла» та національної збірної Гвінеї-Бісау.

## Клубна кар'єра
Народився 21 вересня 1995 року в місті Бісау. Розпочав займатись футболом на батьківщині у клубі Académie Vital, після чого відправся до академії португальського «Спортінга», а у віці 17 років приєднався до молодіжної команди англійського «Манчестер Сіті». В липні 2014 року він підписав свій перший професійний контракт з клубом, втім виступав виключно за резервну команду.
На початку 2016 року Жоржиньйо перейшов до португальської «Ароуки», підписавши угоду на три з половиною роки. Дебютував у Прімейра-лізі 7 лютого, вийшовши на поле на заміну на 78-й хвилині виїзної гри проти «Порту» (2:1) взявши участь у 14 матчах чемпіонату. У складі «Ароуки» був одним з головних бомбардирів команди, маючи середню результативність на рівні 0,36 гола за гру першості.
У січні 2017 року був відданий в оренду у французький клуб «Сент-Етьєн» з можливістю придбання. Він дебютував у Лізі 1 вийшовши на заміну в матчі проти «Ніцци» (0:1), а через кілька днів вийшов в основі на матч проти «Лор'яна» (4:0). 16 лютого 2017 року африканець дебютував і у єврокубках, вийшовши у першому матчі 1/8 фіналу Ліги Європи проти «Манчестер Юнайтед» на «Олд Траффорд», а його команда програла 0:3. Загалом до кінця сезону він зіграв за клуб у 7 іграх в усіх турнірах і забив 1 гол.
По завершенні оренди влітку 2017 року «Сент-Етьєн» викупив контракт Жоржиньйо і відразу віддав його в оренду в португальський «Шавіш», у складі якого нападник провів наступний рік своєї кар'єри гравця. 19 червня 2018 року Жоржиньйо приєднався до ЦСКА (Софія) на правах оренди до кінця сезону, по завершенні якої залишився у Болгарії, погодивши умови контракту з «Лудогорцем». Граючи у складі «Лудогорця» також здебільшого виходив на поле в основному складі команди і забивши 7 голів у 22 іграх Першої ліги, Жоржиньйо став з командою чемпіоном Болгарії в |сезоні 2019/20.
Наприкінці листопада 2020 року Жоржиньйо був відданий в оренду з правом викупу в єгипетський клуб «Ваді Дегла». Станом на 23 січня 2021 року відіграв за каїрську команду 9 матчів в національному чемпіонаті.

## Виступи за збірні
2014 року дебютував у складі юнацької збірної Португалії (U-19), з якою був учасником Юнацького чемпіонату Європи 2014 року в Угорщині. На цьому турнірі Жоржиньйо зіграв у трьох іграх, включаючи вісім хвилин у фіналі проти Німеччини, який португальці програли, ставши віце-чемпіонами Європи. Загалом на юнацькому рівні Жоржиньйо взяв участь у 10 іграх за португальську команду, відзначившись 3 забитими голами.
22 березня 2018 року дебютував в офіційних матчах у складі національної збірної Гвінеї-Бісау в грі проти Буркіна-Фасо (0:2).
У складі збірної був учасником Кубка африканських націй 2019 року в Єгипті, зігравши у двох матчах проти Беніну і Камеруну, а його збірна посіла останнє місце у групі не здобувши жодної перемоги.
13 листопада 2019 року в матчі відбору на наступний Кубок африканських націй 2021 року Жоржиньйо забив перший гол за збірну у матчі проти Свазіленду (3:0).

## Титули і досягнення
- Чемпіон Болгарії (1):

«Лудогорець»: 2019-20
- Володар Суперкубка Болгарії (2):

«Лудогорець»: 2019, 2022
- Чемпіон Казахстану (1):

«Ордабаси»: 2023
- Суперкубок Грузії (1):

Торпедо (Кутаїсі): 2024